# إيشو
إيشو أحد شخصيات أنمي ومانغا ون بيس , و هو إدميرال القوات البحرية و يستخدم اسم بفوجيتورا , و هو يعتبر خصم ثانوي في أحداث دريسروزا، و قد تم تعينه إدميرال من قِبل إدميرال الاسطول أكاينو , و هو قوي جدًا.

## مظهره
إيشو رجل اعمى مع بياض ظاهر في عينيه وعاده مانراه بأعين مغلقه، كما لديه ندبه في الجهة اليمنى من جبهته تمتد لعينه اليمنى و اليسرى
شعره اسود قصير وشارب خفيف ولحيه، كما أنه طويل فهي سمه مشتركه مع باقي الأدمرالات، فإيشو لا يرتدي الملابس الاعتياديه للأدميرالات كـالبدله وربطه العنق، بل يلبس الياكوتا مع حزام بنفسجي غامق، ويمسك بـ شيكميزو ويرتدي صندل، و أيضا انه يرتدي ضمادات بيضاء حول ساعديه و حاميه يد على يديه.

## شخصيته
```
هناك أمور مروعه في هذا العالم لا تريد رؤيتها
```

ايشو يظهر أنه شخص يتحمل المسؤولية كما أنه شخص يثق بالناس، فقد رأينا ذلك عندما قيل له بأنه خسر في الروليت وعندما اخبره لوفي
بأنه تم خداعه فقد وثق به ورد بلا رحمه على من خدعه، وقد رأينا تحمله لتكاليف الأضرار التي وقعت بالمحل
كما أنه يمتلك افكاره الخاصة ولا يتبع منطق العدالة المطلقه، ومع ذلك فهو يتبع النظام وهو على عكس ساكازوكي فهو يهتم، بسلامه المدنين عِوضَاً عن اعتقال أحد المجرمين، كما أنه يبدو متواضع فهو لم يرد على تعليقات دوفلامينجو 

```
هل الحكومة العالمية من الرب؟
```

على الرغم من كونه أدميرال فإيشو يحتقر الحكومة بسبب افعالهم السيئة تجاه المواطنين الذي كانوا يطلبون النجدة.
فوجيتورا لا يخاف من دوفلامينجو ولكن راينا انه لم يرد قتاله فقط لرغبة مجهولة والا لكان قتل دوفلامينجو فور وصوله للمدينة التي يملكها

## قوته و قدراته
ايشو كأي ادميرال لديه قوه كافيه ليكون في المرتبة الثانية في البحريه، كما لديه القوه لاستخدام الباستر كول وكأي ادميرال لديه القدرة لسحب لقب الشيبوكاي، من حيث القوه القتاليه فهو يمتلك القوه الكافيه، لجعل ساكازوكي يطلب منه التعامل مع لوفي ولاو
ورغم انه اعمى الا انه اثبت بأنه يستطيع التعامل مع المعارك كما أنه يمتلك، قدره عاليه في الدفاع كما
```
عندما استدعى النيزك و استطاع بتوقيت جيد ان يتفاداه، كما أن ايشو يعتبر كالوحش في مشاه البحريه كما يحظى بإحترامهم، وقد أعجب لوفي بقوته وعندما هاجمه دوفلامنجو تصدى له بسهوله، كما أنه يمتلك حده سمع و إحساس بالجاذبيه.
```

### فاكهة الشيطان
- لم يتم الكشف عن نوع الفاكهة التي يستخدمها ولاكنها بشكل اكيد متعلقه بالجاذبيه، فقد رأيناه في هجومه على لاو استدعى نيزك كما رأينا هجومه زورو بتركيزه الجاذبيه، على منطقه معينه ليمنعه من الحركة، كما أن فاكته مشابهه لفاكهة الأسد الذهبي شيكي ولكن ايشو لا يحتاج لمس الأشياء ليتحكم بها كما يمكن أن تؤثر الفاكهة على الجماد و المخلوقات الحيه، و إيشو يمتلك تقنية قوية جدا تسمى بسيف الجاذبية حيث يمكنه توجيه الجاذبية بواسطة سيفه.

### الهاكي
يمتلك إيشو أو فوجيتورا الهاكي، فجميع الإدميرالات يمتلكون الهاكي و ربما قد يمتلك الهاكي الملك

## هوامش
فوجيتورا مثل بقية الإدميرالات لديه اسم مستعار مشتق منه لقبه

هو الوحيد من جميع الإدميرالات الذي فاكهته من نوع الباراميسيا و ليس اللوجيا

في أستطلاع اليابان الخامس لأكثر شخصية شعبية في ون بيس , حصل فوجيتورا على المركز 35 مما يجعله أكثر إدميرال (الحالي) شعبية بسبب ان الإدميرال كوزان استقال من منصبه

فوجيتورا هو أول إدميرال تم تعينه من قبل إدميرال الاسطول ساكازوكي.

## ترشيحه لمنصب ادميرال
بعد إنتهآء حّرب القمة ة ، و استقالة العّديد من الأسمآء القوية و المُهمه في البحرية ة
والتيّ تركت فجوة كبيرة و خسآرة في القوة العسكرية ة علىَ الحكومة، قررت الحكّومة
أن تمنح البحرية ة قوة لامثيل لهآ، و تعويضّ الخسآئر الكبيرة التي حصّلت بعد الحّرب
بعد توليَ أكآينو زمام السّلطة في البحرية ة.. شرعت الحكومة ة بتنفيذ حملة ة التجنيد
الشآملة، وهي عبآرة عن تجنيدّ الأشخآص الأقويآء في ال 170 دولة التآبعة ة للحكّومة
و ضمهّم للبحرية ة، وبهذآ إستطآعت الحكومة ة سّد الفجوة بتدعّيم البحرية ة بأسمآء جدد
كاآن من ضمنهّم أدميرآلين، و بحكّم أن مُستوى النوآب الحاليين في البحرية ة لايؤهلهّم
أبداً لأخذ منصب الأدميرآل.. تم ترشيح فوجّيتورا و ريوكوغيو لإستلآم هذا المنصّب الكبير
طبعاً حتىّ الآن لم يتم توضيحّ الطريقة ة التي قآمت عليهآ حملة ة التجنيد الشآملة، لازلنآ
نحتآج إلى معلومآت و توضيحآت أكثر حّول هذه العملية ة الكبيرة التيّ قآمت بها الحكومة ة .

## معاركه

### ~ فوجّيتورآ ضدزوروّ~
بعد أن تمكّن دوفلامينجوّ من لآو بشكل كآمل أمام الكولوسّيوم ، زورو لم يسّتطع
كّبح غضبه في تلك اللحظة ة.. و إتجه نحّو دوفلامينجو راغباً في مقاتلته و إبعآده..
عن لآو، ولكن حصّلت المفآجأه ، يظهر شخصّ و يوقف زورو ومن هو ؟ نعم أدميرآل فيّ
البحرية ة أوقف تقدمّ زورو.. و قآم الادميرآل بتوجّيه ضغط كبير علىَ زورو بوآسطة ة الجاذبية
و كآن هذآ الضغط كفيلاً بوضع زوروّ في موقف صعّب.. و القذف به إلىّ تحت الأرض.

### ~ فوجّيتورآ ضددوفلامينجّو~
بعد أن توجّه فوجيتورآ إلى القصر الملكّي ، و منآقشته لبعض الأمور مع دوفلامينجّو
الأدميرآل بدأ يظهر نوايآه الصّريحة ة أماآم دوفلامينجو، بأنه وبعد الانتهآء من قبعة ة القش
فإنه سّيتفرغ لَ دوفلامينجو، و قآل بأنه سّينقذ هذه البلدة من شر و خبث دوفلامينجّو
و إن استمر دوفلامينجّو في أعماآله المرعبة ة التي يقوم بهآ، فإن البحرية ة ستضع..
جائزة على رأسّه، وبذلك دوفلامينجو لم يقف مكتوف الأيديّ وحصل الإشتبآك بينهماآ .

### ~ فوجّيتورآ ضدلوفيّ~
مشهّد فلريّ جميل من الأسّتديو ، بعد أن إعترض الأدميرآل تقدم لوفيّ و زورو
لوفيّ بدأ يحآول أن يجعل فوجّيتورآ يتنحى عن طريقة ة بطريقة سّلميه، ولكن..
هذا الأمر لم يرق لفوجّيتورآ، الذي كآن ينويّ من بدآية الآرك إنهاء تحآلفهم مع لآو
وكعاآدة لوفي فهو متهّور دائماً، و هجّم على فوجيَ وبذلك حصل بينهماآ هذا القتآل.

### ~ فوجّيتورآ ضدسآبو~
بعد أن أمر فوجّيتورآ جمّيع نوآب الأدميرآل فيَ الجزيرة بالإجتمآع أمام..
القصّر الملكي، إجتمّع بهم فوجيتورآ أخيراً، و يبدو أنه كآن ينويّ الذهآب
إلى لوفيَ و مجرمين الكولسّيوم و إعاقة تقدمهّم، ولكن حدثت المفاجأة
أتى شخصّ و أوقف تقدمّ البحرية ة، نعم إنه أحّد قادة الجيش الثوريّ سآبو
وبعد أن رأى فوجيتورآ أن سآبو لن يبتعّد عن طريقهم بسهولة ة ، بدأ بينهمّ
هذا القتآل القوي، وهذا القتآل يُعتبر من أقوىّ القتالآت فيّ القصة ة بصرآحة
وهذآ يرجع لتوآجد اسمّين كبيرين فيَ هذا القتآل، وليس على الأدآء و التشوّيق.

## قوته وقدراته

### ~ تقنية الضغط بوآسّطةالجاذبيه~
هذه أول تقنية ة رأينآها مّن هذا الأدميرآل .. وهي عبآرة عن توجية ة ضغط قوي..
و كّبير جداً علىّ الأشخاآص بوآسّطة تحكمة فيّ الجاذبية ة، بحّيث أن هذا الضغط القويّ
سيتسّبب في سّحقهم و إسقآطهم أرضاً.. بل ربماآ يتسّبب إلىَ إرسآلهم تحّّت الأرض
بفضل قوة الضغط، كما حّدث مع زوروّ و غيرة، و ليسّ كل شخصّ سينجوآ من ذلكّ بالتأكيد.

### ~ تقنية إنزالالنيآزك~
قوة هذآ الأدميرآل تكمّن فيَ هذه التقنية ة، تقنية مرعبة ة و من أقوى التقنياآت..
[ التدمّيرية ة ] التي رأينآها في ون بيسّ.. بحيث أنه يتمكّن من إنزآل نيزك مُحترق
من الفضآء و إرسالة ة إلى المكآن الذي يتوآجد فيه، وبذلك سّيدمر هذا النيزكّ كل شيء
يعترض هذآ الرجّل، ولكن عّيب هذه التقنية ة أن النيزكّ يأخذ وقت طويل حتىّ يسّقط.

### ~ تقنية تحكّمةبالأشيآءمّن حوله ~
شآهدناآ أيضاً تقنية لايسّتهآن بهاآ من هذا الأدميرآل، وهي تمكّن فوجيتورآ من إعدآم
الجاذبية ة عن الأشيآء من حوله، كالصّخور مثلاً، فهو يسّتطيع تحريكهآ و التحكّم بهآ
و إستخدآمها كَ عنصّر للهجّوم ، و أيضاً مقدرتة ة علىّ التحكّم بجاذبية السُفن بكل سهولة ة
بحيث أنه إستطآع التحليقّ بسفينة حّربية ة عملاقه بفضل قدرتة ة هذه، فمن خلآل التركيز
فيّ هذه التقنية ة، يتوضحّ لنا أن فوجّيتورآ يسّتطيع التحكّم بكل شيء مّن حوله، سوآء
من إعداآم للجاذبية ة عن الأشيآء أو الضغط عليهآ.. ولكن فوجيتورآ لايسّتطيع التحكم..
بجاذبية [ نفسّة ] .. بحّيث أننآ لم نره يعدم الجاذبية ة عن نفسّه و يتمكن من الطيرآن مثلاً
أو علىَ أقل تقدير لم نرآه يفعلهآ حتىّ الآن، ولو كآنت لديه فسّتكون قدرة رهيبة ة بحّق.